# Bradley Denton
Pour les articles homonymes, voir Denton.
Œuvres principales
- Buddy Holly is Alive and Well on Ganymede
- The Calvin Coolidge Home for Dead Comedians
- A Conflagration Artist

Bradley Denton, né le 7 juin 1958 à Towanda au Kansas, est un écrivain américain de science-fiction et d'horreur.

## Œuvres

### Romans
- (en) Wrack & Roll, Questar Science Fiction, 1986
- (en) Buddy Holly is Alive and Well on Ganymede, William Morrow and Company, 1991
- (en) Blackburn, St. Martin's Press, 1993
- (en) Lunatics, St. Martin's Press, 1996
- (en) Laughin' Boy, Subterranean Press, 2005

### Recueils de nouvelles
- (en) The Calvin Coolidge Home for Dead Comedians, Wildside Press, 1994Prix World Fantasy du meilleur recueil de nouvelles 1995 conjointement avec A Conflagration Artist
- (en) A Conflagration Artist, Wildside Press, 1994Prix World Fantasy du meilleur recueil de nouvelles 1995 conjointement avec The Calvin Coolidge Home for Dead Comedians
- (en) One Day Closer to Death: Eight Stabs at Immortality, St. Martin's Press, 1997
- (en) Sergeant Chip and Other Novellas, Subterranean Press, 2014

### SérieWild Cards
1. (en) Pairing Up, 2023Anthologie de nouvelles écrites par Gwenda Bond (en), David Anthony Durham, Marko Kloos (en), Kevin Andrew Murphy (en), Peter Newman (en), Christopher Rowe et Melinda Snodgrass

### Nouvelles traduites en français
- Hit-parade, 1985 ((en) Top of the charts, 1985)Parue dans la revue Fiction no 369 aux éditions OPTA
- Notre été avec Diana, 1986 ((en) The Summer we saw Diana, 1985)Parue dans la revue Fiction no 373 aux éditions OPTA
- Avec le temps, 1986 ((en) In the fullness of time, 1986)Parue dans la revue Fiction no 379 aux éditions OPTA
- Les Mauvaises herbes, 1987 ((en) Killing weeds, 1986)Parue dans la revue Fiction no 384 aux éditions OPTA
- Le Héros de la nuit, 1989 ((en) The hero of the night, 1988)Parue dans la revue Fiction no 404 aux éditions OPTA
- L'Institut Calvin Coolidge pour comiques morts, 1989 ((en) The Calvin Coolidge Home for Dead Comedians, 1988)Parue dans la revue Fiction no 408 aux éditions OPTA
- Durs à cuivre, 2018 ((en) Bad Brass, 2014)Publiée dans l'anthologie Vauriens aux éditions Pygmalion